# Maj-Britt Nilsson
Pour les articles homonymes, voir Nilsson.
Maj-Britt Nilsson, née le 11 décembre 1924 à Stockholm (Suède), morte le 19 décembre 2006 à Grasse (Alpes-Maritimes),, est une actrice suédoise.

## Biographie
De 1944 à 1947, Maj-Britt Nilsson étudie le théâtre à la Dramatens elevskola (l'école du Théâtre dramatique royal, en suédois Kungliga Dramatiska Teatern, abrégé Dramaten). Elle débute en 1945 au Dramaten, où elle joue jusqu'en 1952, notamment dans des pièces mises en scène par Alf Sjöberg et Ingmar Bergman, qu'elle retrouve tous deux au cinéma. Entre 1941 et 1977, elle apparaît surtout dans des films suédois, mais aussi dans quelques productions étrangères (voir la filmographie qui suit). Enfin, pour la télévision, elle participe à deux épisodes d'une série américaine en 1953 et 1954, ainsi qu'à un téléfilm en 1963.

## Filmographie complète

### Au cinéma

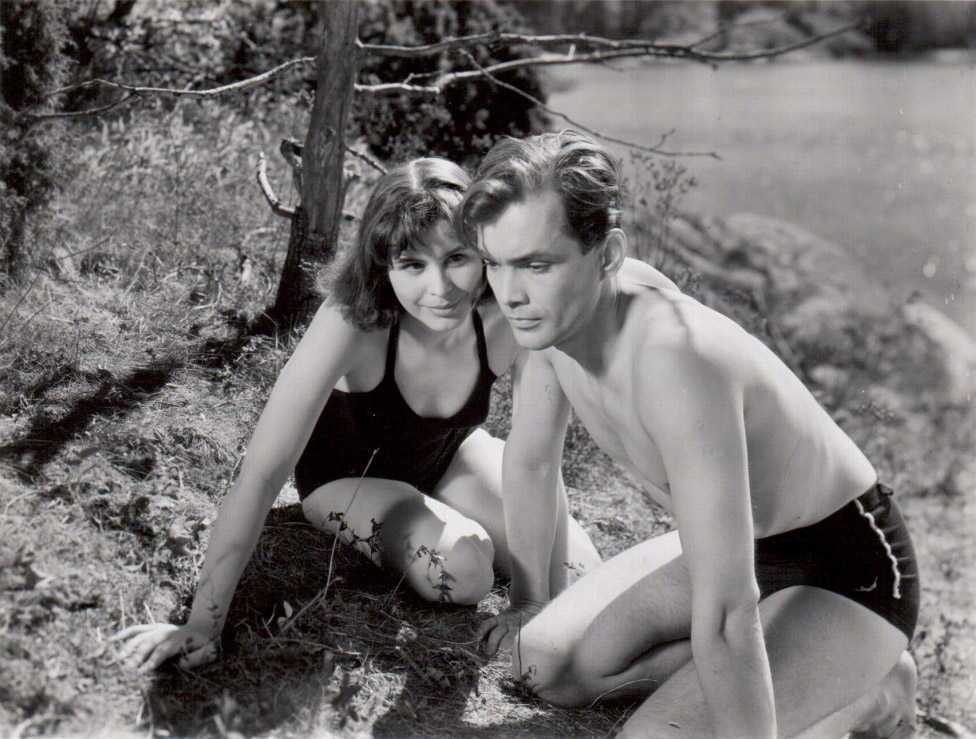
Avec Birger Malmsten, dans Jeux d'été (1951)

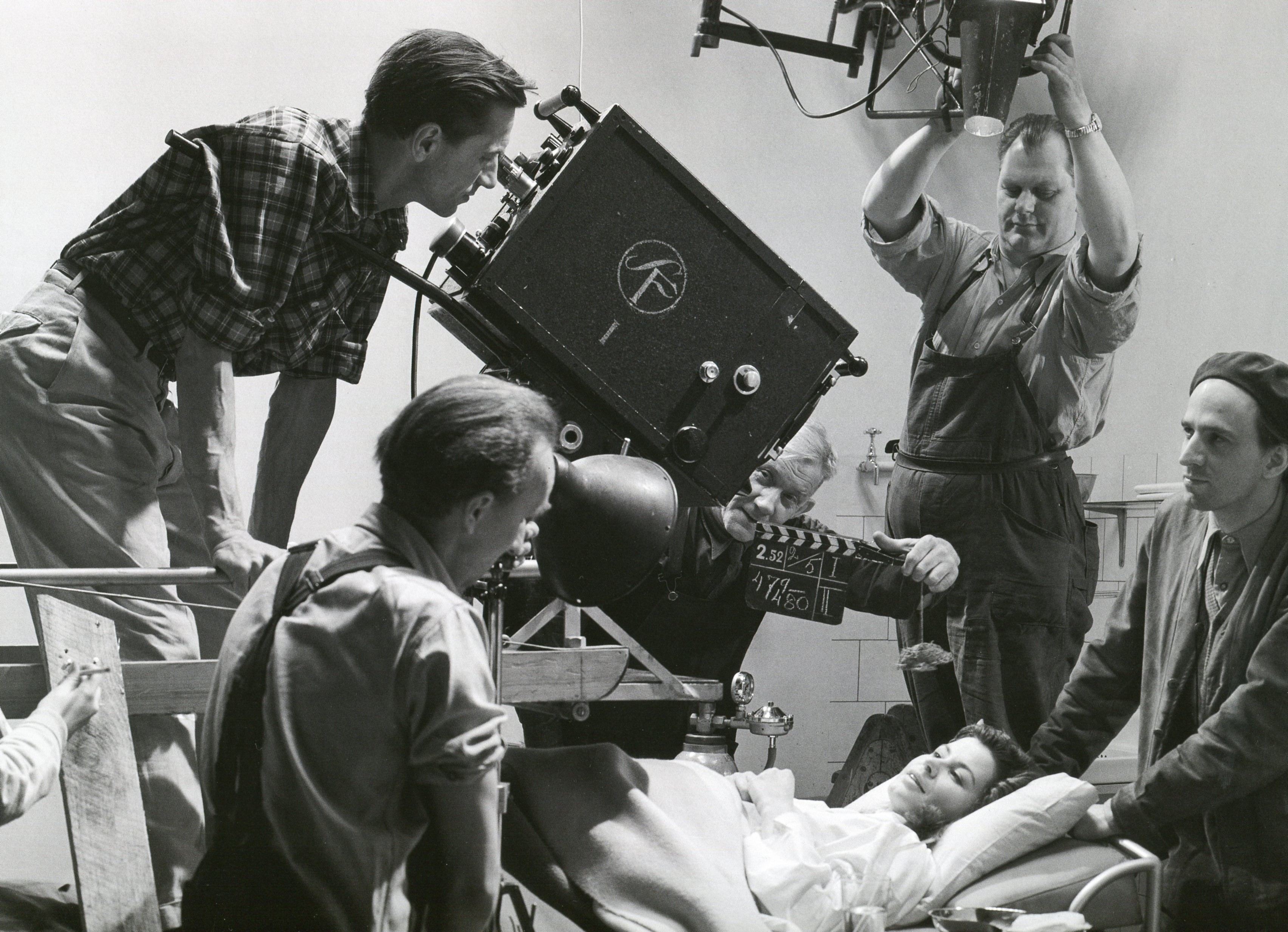
Sur le tournage de L'Attente des femmes (1952), avec le directeur de la photographie Gunnar Fischer (à g.) et le réalisateur Ingmar Bergman (à d.)

(films suédois, sauf mention contraire)
- 1942 : Vårat gäng de Gunnar Skoglund
- 1945 : Resan bort d'Alf Sjöberg
- 1946 : Det är min modell de Gustaf Molander
- 1947 : Maria de Gösta Folke
- 1949 : Gatan de Gösta Werner
- 1949 : Flickan från tredje raden de Hasse Ekman
- 1949 : Sjösalavår de Per Gunvall
- 1950 : Vers la joie (Till glädje) d'Ingmar Bergman
- 1951 : Jeux d'été (Sommarlek) d'Ingmar Bergman
- 1952 : Pour les ardentes amours de ma jeunesse (För min heta ungdoms skull) d'Arne Mattsson
- 1952 : L'Attente des femmes (Kvinnors väntan) d'Ingmar Bergman
- 1953 : Vi tre debutera de Hasse Ekman
- 1955 : Vildfåglar d'Alf Sjöberg
- 1955 : Sommarflickan de Håkan Bergström et Thomas Engel
- 1956 : Litet bo d'Arne Mattsson
- 1956 : Egen ingång de Hasse Ekman
- 1956 : Was die Schwalbe sang de Géza von Bolváry (film allemand)
- 1956 : Flickan i frack d'Arne Mattsson
- 1958 : Jazzgossen de Hasse Ekman
- 1959 : Les Géants de la forêt (Und ewig singen die Wälder) de Paul May
- 1960 : Das Erbe von Björndal de Gustav Ucicky (film autrichien)
- 1961 : A Matter of Morals (De sista stegen) de John Cromwell (coproduction américano-suédoise)
- 1961 : Lita på mej, älskling ! de Sven Lindberg
- 1974 : En enkel melodi de Kjell Grede
- 1977 : Bluff Stop de Jonas Cornell

### À la télévision
- 1953-1954 : Foreign Intrigue, série américaine de Lars-Eric Kjellgren et Steve Previn, épisodes The Witness (1953) et The State Secrets (1954)
- 1963 : Skilsmässa, téléfilm de Willy Peters

## Théâtre
(pièces jouées au Dramaten - sélection)
- 1946 : Life with Father (Pappa) de Howard Lindsay et Russel Crouse
- 1946 : La Nuit des rois, ou Ce que vous voudrez (titre original : Twelfth Night, or What you will ; titre suédois : Trettondagsafton) de William Shakespeare, mise en scène d'Alf Sjöberg, avec Viveca Lindfors, Mai Zetterling, Gunnar Björnstrand
- 1946 : Henri IV (titre original et suédois : Henry IV)
- 1947 : Les Gueux au paradis (Två skälmar i paradiset) de Gaston-Marie Martens et André Obey, avec Mimi Pollak
- 1948 : Altitude 3200 (Ungdom i fjällen) de Julien Luchaire, avec Jarl Kulle
- 1948 : L'École de la médisance (titre original : The School for Scandal ; titre suédois : Skandalskolan) de Richard Brinsley Sheridan, avec Mimi Pollak
- 1948 : Les Bonnes (Jungfruleken) de Jean Genet, mise en scène de Mimi Pollak, avec Anita Björk, Mimi Pollak
- 1948 : Jeanne de Lorraine (titre original : Joan of Lorraine ; titre suédois : Johanna från Lothringen) de Maxwell Anderson, avec Gunn Wållgren
- 1949 : Stora landsvägen d'August Strindberg
- 1949 : L'Apollon de Bellac (Apollo från Bellac) de Jean Giraudoux, mise en scène d'Alf Sjöberg, avec Gunnar Björnstrand, Jarl Kulle, Eva Dahlbeck, Per Gerhard[3]
- 1949 : Le Tartuffe ou L'Imposteur (Tartuffe) de Molière, mise en scène d'Alf Sjöberg, avec Eva Dahlbeck, Gunnar Björnstrand, Jarl Kulle
- 1949 : La Belle Marinière (Bröllopet på Seine) de Marcel Achard, mise en scène de Mimi Pollak, avec Anita Björk
- 1949 : Egmont de Johann Wolfgang von Goethe, avec Jarl Kulle, Max von Sydow
- 1950 : La Maison aux deux portes (titre original : Casa con dos puertas ; titre suédois : Hus med dubbel ingång) de Pedro Calderón de la Barca, avec Jarl Kulle, Mimi Pollak
- 1950 : Chéri (titre original et suédois) de Colette, mise en scène de Mimi Pollak, avec Ingrid Thulin, Mimi Pollak
- 1951 : Det lyser i kåken de Björn-Erik Höijer, mise en scène d'Ingmar Bergman[4]